# Цона Комерчале Сан Салваторе (Напуљ)
Цона Комерчале Сан Салваторе је насеље у Италији у округу Напуљ, региону Кампанија.
Према процени из 2011. у насељу је живело 17 становника. Насеље се налази на надморској висини од 54 м.